# Management accounting
Management accounting is een proces of activiteit binnen een organisatieonderneming waarbij men zich bezighoudt met het verzamelen, ordenen, analyseren en rapporteren van (financiële) informatie voor planning en control door het management. In tegenstelling tot externe verslaggeving is management accounting gericht op interne plannings- en besturingsactiviteiten.

## Algemeen
Onderwerpen die vallen onder management accounting zijn het verzamelen en verstrekken van informatie over:
- opbrengst (financieel)
- kosten-informatie
- kostprijsinformatie
- voorraadwaardering
- efficiëntiebeoordeling
- strategische planning
- risico's en risicomanagement

Een opleiding die zich primair bezighoudt met management accounting is de opleiding tot Certified Management Accountant (CMA).

## Geschiedenis
De introductie van de mechanisatie aan het eind van de negentiende eeuw had als gevolg dat een doelmatig gebruik van productiemiddelen een enorme positieve invloed op de financiële resultaten van de onderneming hadden. Vanuit die gedachte ontstond de behoefte aan kosteninformatie om de efficiency van productieprocessen te meten
Begin twintigste eeuw waren het wetenschappers als J.G.Ch. Volmer en Théodore Limperg, die de eerste grondbeginselen van dit vakgebied hebben geformuleerd. In hun voetsporen waren R.W. Starreveld en Henri Johan van der Schroeff belangrijke pleitbezorger en wegbereiders van de automatisering van administraties in Nederland, en grondlegger van het vak bestuurlijke informatieverzorging.
Heden ten dage zijn onder andere Jan Bots en Dirk Swagerman actief op dit gebied.

## Planning en control
Planning en control, ook wel controlling of control genoemd, is het grotere geheel waarvan management accounting deel uitmaakt. Veelal wordt er een foutieve (te letterlijke) vertaling van het onderwerp planning en control naar het Nederlands gemaakt. Het begrip planning staat synoniem voor "strategische planning" en heeft meer met strategiedefinitie te maken dan met het maken van plannen in het algemeen.
Het begrip control gaat juist niet om "controle", maar staat voor het Engelse "to control" ofwel beheersen.
Een heldere planning & control biedt op alle niveaus binnen de organisatie houvast om op een juiste wijze (bij)sturing te kunnen geven aan de (financiële) processen binnen een organisatie. De functie wordt in de praktijk vaak als volgt vormgegeven:
- Vertrekpunt voor de financiële planning en control vormen de beleidsvoornemens zoals vastgelegd in het periodieke organisatieplan.
- De beleidsvoornemens plus de going-concern activiteiten worden vertaald in een meerjarige planning van activiteiten. Dit resulteert in een (financiële) begroting voor het eerstvolgende jaar, alsmede in een financiële meerjarenraming. Dit geschiedt zowel op het niveau van elke deel organisatie, als voor de organisatie als geheel.
- Het bewaken van de uitvoering van activiteiten middels voortgangsrapportages zorgt ervoor dat de bedrijfsvoering ‘in control’ (beheersbaar) blijft.
- Dit kan leiden tot bijstelling van activiteiten en/of processen dan wel het heroverwegen en zo nodig aanpassen van voorgenomen beleid.

Dit resulteert in een aantal hoofdproducten:
- Begroting
- Rapportage
- Jaarrekening
- Fiscaliteiten
- Treasury
- Verzekeringen
- Administratieve organisatie
- Coördinatie en afstemming
- Bedrijfseconomische advisering
- Procesondersteuning

"Planning en control" - activiteiten worden in de meeste gevallen uitgevoerd door de controller, en juist in mindere mate door de accountant en in het geheel niet door de boekhouder.